# Publi Licini Cras Dives (cònsol 205 aC)
Publi Licini Cras Dives (en llatí: Publius Licinius P. f. P. n. Crassus Dives) va ser un magistrat romà del segle ii aC que va assolir el consolat l'any 205 aC, durant la Segona Guerra Púnica.

## Família
Formava part de la gens Licínia, d'ascendència plebea, i pertanyia a la branca dels Licini Cras. Va ser el primer de la família a portar el cognom Dives.
Era fill de Publi Licini Cras, personatge altrament desconegut, que era germà de Gai Licini Var, cònsol el 236 aC. Publi Licini Cras Dives tenia un germà, Gai Licini Cras, personatge també desconegut, que va ser el pare de Publi Licini Cras, cònsol el 171 aC, i de Gai Licini Cras, cònsol el 168 aC.

## Biografia
L'any 212 aC, encara molt jove i sense haver exercit cap magistratura curul, es va enfrontar a dos personatges de rang consular, Quint Fulvi Flac i Tit Manli Torquat, pel càrrec de pontífex màxim, i sorprenentment va guanyar l'elecció. L'any 211 aC va ser edil curul i va celebrar uns esplèndids jocs on per primera vegada van aparèixer les corones de fulles de plata i or.
El 210 aC va ser mestre de la cavalleria del dictador Quint Fulvi Flac, i el mateix any va obtenir el càrrec de censor, però va haver de renunciar després que morís el seu col·lega, Luci Veturi Filó, tal com manava el costum. El 208 aC va ser pretor.
El 205 aC va ser cònsol, juntament amb Escipió l'Africà, i va dirigir la tasca de fer fora Hanníbal del Brútium. En aquesta regió va aconseguir reconquerir algunes ciutats, però no va poder continuar per mor d'una epidèmia que es va estendre entre les seves tropes. L'any 204 aC va unir les seves forces a les del cònsol Publi Semproni Tudità per enfrontar-se a Hanníbal a la rodalia de Crotona com a procònsol, però els romans van ser derrotats.
Va tornar a Roma, on va residir en endavant fins que va morir a una edat avançada, el 183 aC. El seu funeral es va celebrar amb jocs i festes que van durar tres dies, inclosa una lluita de cent vint gladiadors.

## Qualitats personals
Titus Livi (XXX 1) diu que va ser afavorit per la fortuna perquè ell mateix havia treballat per ser-hi. Era de família noble i molt ric, de cos ben format i de gran fortalesa, i, a més de les seves victòries militars, era extremadament eloqüent, tant per dirigir-se al senat com per arengar al poble. Va ser un gran expert en dret civil i pontifici. Valeri Màxim (I 1.6) diu que tenia un concepte molt estricte de la religió, i que va fer condemnar una verge vestal a morir cremada perwquè una nit havia descuidat el seu deure de mantenir la flama encesa.